# PRISM
PRISM és un programari secret de control d'internet i de les telecomunicacions del govern dels Estats Units. És l'acrònim de Planning Tool for Resource Integration, Synchronization, and Management“, i significa prisma en anglès. Va ser desenvolupat per l'Agència de Seguretat Nacional (NSA) en el marc d'un programa de vigilància global anomenat Stellar Wind (literalment: vent estel·lar).
L'impacte global del programa va ser denunciat el juny de 2013 pel revelador Edward Snowden als diaris The Washington Post i The Guardian. Prism compta amb la col·laboració de Microsoft (inclou l'Skype), Google (inclou el YouTube), Facebook, Yahoo!, Apple, AOL i Paltalk.

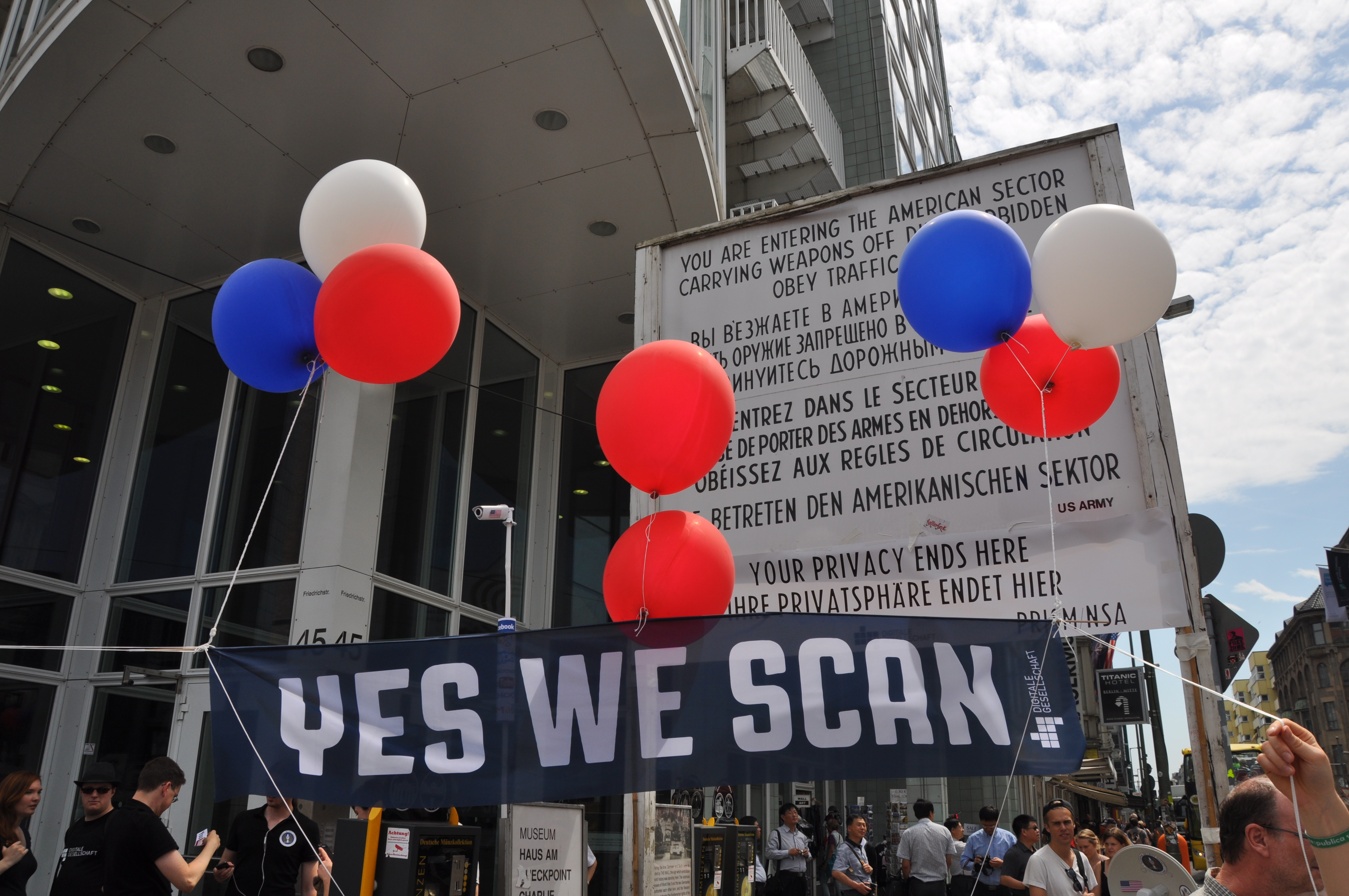
Una manifestació de protesta a Berlín, que fa al·lusió al l'eslògan de Barack Obama Yes we scan

Els partidaris del programa hi veien una eina necessària en la lluita contra el terrorisme i el crim organitzat. Els oponents hi viuen un pas més en direcció d’un món feliç huxleyà al qual l'estat controla tota la vida privada i qüestionen la participació, parcial o total, voluntària o forçada de gegants de la telemàtica. Organismes de protecció dels drets civils denuncien que les dades i actes ciutadans innocents, sense cap sospita legítima es controlen i dubten de la seva legalitat.
El 2013, el director de la Informació nacional James R. Clapper, va confirmar que el govern dels Estats Units recollia des de feia sis anys les dades personals de tots els que no són ciutadans americans, en la cerca de prevenció d'actes de terrorisme. Seria una aplicació legal de la llei sobre la vigilància d'informacions estrangeres i l'acció seria, doncs, legal. El president Barack Obama va confirmar el 7 de juny: «El que teniu són dos programaris autoritzats a l'inici pel parlament i dels quals l'autorització va ser reiterada.»